# Gouvernement de New York

Drapeau de New York.

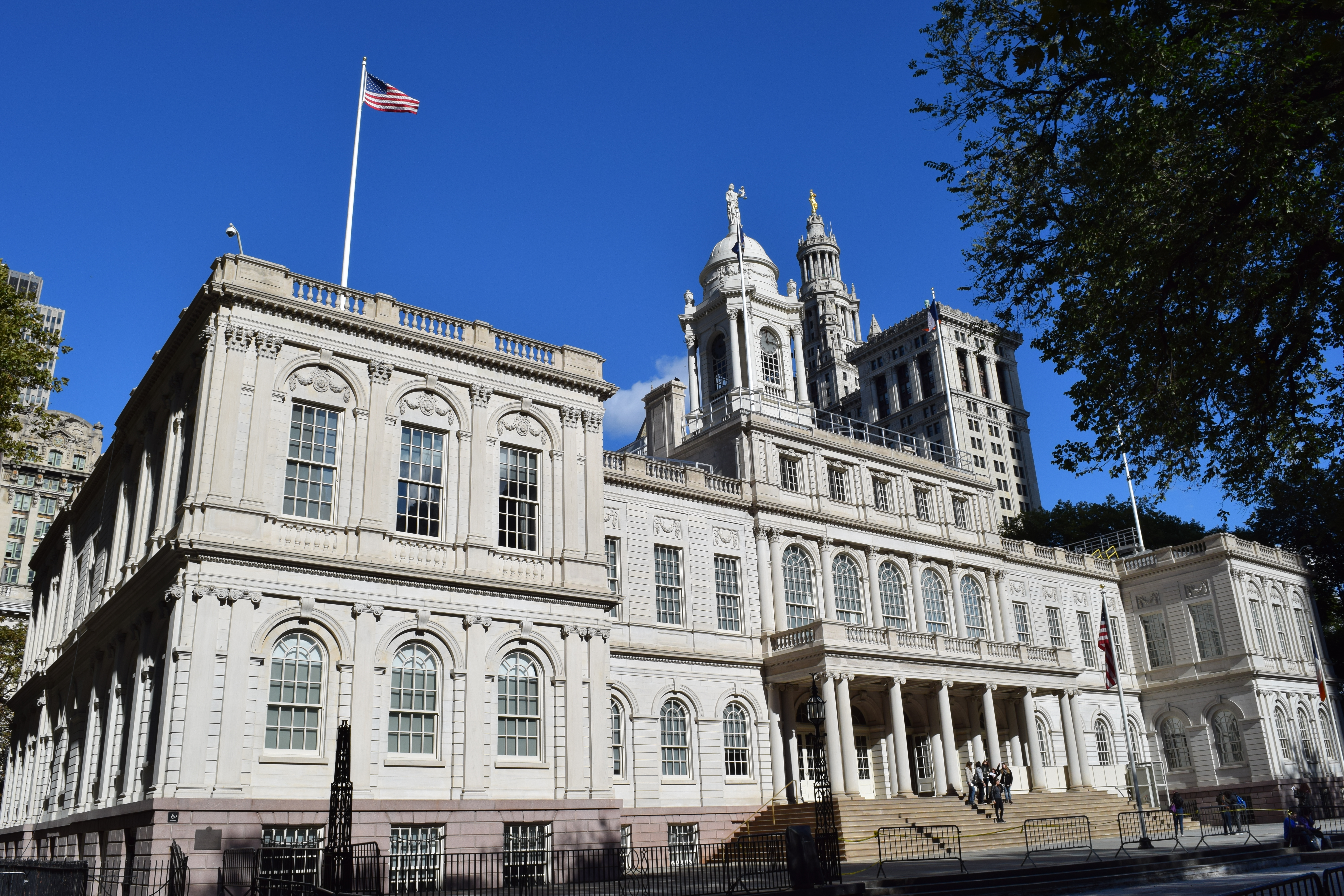
L'hôtel de ville de New York, siège du gouvernement.

Le gouvernement de la ville de New York est divisée en branches exécutive et législative. Il est plus centralisé que celui de la plupart des autres villes américaines, avec un gouvernement puissant qui est responsable de l'éducation publique (Département de l'Éducation de la Ville de New York), des établissements correctionnels (New York City Department of Correction), des bibliothèques publiques (New York Public Library, Bibliothèque publique de Brooklyn et Bibliothèque de Queens), de la sécurité publique (services de police (NYPD) et des sapeurs pompiers (FDNY)), des installations récréatives (New York City Department of Parks and Recreation), de l'assainissement, de la voirie (New York City Department of Transportation), de l'approvisionnement en eau et des services sociaux. Le gouvernement de la ville de New York emploie environ 330 000 personnes.

## Exécutif

### Maire de New York
Le maire (en anglais : Mayor of New York) incarne le pouvoir exécutif du gouvernement de la ville de New York,. Le bureau du maire administre tous les services (departments) municipaux de la ville : la propriété publique, la police et les pompiers, l'aménagement et l'entretien de la voirie, l'entretien et la création de parcs et espaces verts, le traitement des ordures et la propreté urbaine, l'approvisionnement en eau, la protection de l'environnement, les centres pénitentiaires, les écoles publiques, les affaires culturelles, la plupart des organismes publics, et applique toutes les ordonnances et les lois de l'État de New York dans la ville. Le bureau du maire est situé à l'hôtel de ville de New York (New York City Hall). Il exerce ses compétences sur l'ensemble des cinq arrondissements de New York et est la personne la plus puissante de l’administration de la ville.
Le maire est élu au suffrage direct par tous les habitants de la ville pour un mandat de quatre ans. Le mode de scrutin se déroule, à l'instar de celui de l'élection présidentielle en deux phases : durant la première, les deux principaux partis, le parti démocrate et le républicain désignent leur candidat, qui sont ensuite soumis au suffrage universel des habitants de la ville. Il arrive qu’il y ait aussi des candidats indépendants des deux grands partis. 
Depuis 2022, le maire est Eric Adams.
Le maire dirige cinq sections administratives de la ville et d’autres institutions. Ces sections (en réalité gérées par des adjoints au maire : Deputy mayors) sont:
- Operations (Exploitation),
- Economic Development and Rebuilding (Développement économique et reconstruction),
- Policy (Politique publique),
- Administration
- Legal Affairs (Affaires juridiques).

Il dispose également de pouvoirs exceptionnels en cas d’urgence (menaces climatiques, catastrophes naturelles, émeutes, troubles civils, invasion).

### Médiateur
Le médiateur de la Ville de New York (New York City Public Advocate (en)) est un fonctionnaire élu au suffrage direct qui dirige le Bureau du Défenseur public. La principale responsabilité du médiateur est de faciliter les relations publiques avec le gouvernement, enquêter sur les plaintes concernant les services de la ville, arbitrer les différends entre les organismes municipaux et les citoyens, servir de médiateur de la ville et de conseiller le maire sur les relations intercommunautaires.
Le médiateur est en première ligne de la succession à la mairie dans le cas d'incapacité ou d'empêchement du maire d'exercer ses fonctions, jusqu'à ce qu'une nouvelle élection puisse avoir lieu.
La fonction actuelle est dirigée par Jumaane Williams, un démocrate qui a été élu en février 2019 pour achever le mandat de quatre ans de Letitia James élue procureur général de l'État de New York. Il est réélu le 2 novembre 2021.

### Contrôleur des comptes
Le contrôleur des comptes de la ville de New York (New York City Comptroller (en)) est le chef de la direction financière de la ville, élu directement par les électeurs de la ville. En plus de gérer 80 milliards de dollars de fonds de pension, le contrôleur des comptes informe le maire et le conseil municipal sur toutes les questions financières, la politique budgétaire et les opérations. Le Bureau du contrôleur des comptes est habilité à pouvoir conseiller et interagir sur toutes les dépenses de la ville et sur ses finances, et est responsable de l'audit des finances de tous les services municipaux de la ville,. Le contrôleur des comptes a également la responsabilité de la délivrance et la commercialisation de toutes les obligations de la ville.
Le contrôleur des comptes actuel est Brad Lander, un démocrate élu le 2 novembre 2021 pour un mandat de quatre ans.

### Présidents d'arrondissements
Il s'agit d'un poste représentatif aux pouvoirs très limités, qui consiste essentiellement à conseiller le maire à propos du budget et des problèmes relatifs à un arrondissement en particulier.
Les cinq arrondissements (boroughs) qui composent la ville de New York coïncident chacun avec un comté de l'État de New York, mais ces derniers ne fonctionnent pas comme des « comtés » à proprement parler, en effet depuis la consolidation de la ville de New York dans ses limites actuelles en 1898, les gouvernements de comté ont été supprimés et sont depuis directement soumis à l'administration municipale,. Chaque arrondissement élit un président d'arrondissement (Borough President) au suffrage universel direct. En vertu de la charte actuelle de la ville, les pouvoirs des présidents d'arrondissements sont très limités. Le pouvoir exécutif est exercé par le maire et les fonctions législatives, par les membres du conseil municipal.
Officiellement, les présidents conseillent le maire sur les questions relatives à chaque arrondissement, argumentent sur tous les points liés à l'utilisation des terres dans leur arrondissement, et sur les besoins budgétaires. Ils nomment les conseillers communautaires, président les conseils d'arrondissement (qui se composent du président d'arrondissement et des conseillers municipaux (New York City Council) élus dans chaque arrondissement), et agissent généralement en tant que défenseurs de leurs arrondissements au sein des agences de la mairie.

## Législatif

Carte des 51 secteurs (council districts) de la ville de New York, chacun représenté par un membre du conseil municipal.

Le pouvoir législatif du gouvernement de la ville de New York est incarné par le conseil municipal de New York (New York City Council) qui vote les lois et règlements locaux dans la ville. Composé de 51 membres (chacun représentant un secteur de la ville, soit un représentant pour environ 157 000 habitants), les conseillers municipaux sont élus pour quatre ans,,.
Le conseil municipal est divisé en comités spécialisés par domaines d’intervention. Lorsqu’une proposition est votée à la majorité simple (50 %), elle est transmise au maire qui peut la promulguer en tant que loi locale. Si ce dernier met son veto, le Conseil a 30 jours pour passer outre, par un deuxième vote à la majorité des deux tiers.
Le chef de la majorité porte le titre de speaker. En 2007, le conseil est dominé à une écrasante majorité par les Démocrates, qui détiennent 47 sièges, et à la tête de laquelle est placé Christine Quinn, contre trois aux Républicains (un dans le Queens et deux à Staten Island) et un au parti de gauche Working Families Party.

## Judiciaire
La ville de New York est composée de cinq arrondissements, chacun coïncidant avec un comté de l'État de New York : Manhattan (comté de New York), Queens (comté de Queens), Brooklyn (comté de Kings), le Bronx (comté de Bronx) et Staten Island (comté de Richmond). Quand la ville de New York (New York City) a été consolidée dans sa forme actuelle en 1898, tous les gouvernements précédents ont été supprimés et remplacés par l'actuel gouvernement municipal. De ce fait, ils ne fonctionnent pas comme des « comtés » à proprement parler et sont soumis directement à l'autorité municipale. Cependant, chaque comté conserve son propre procureur.
À la différence du reste de l’État, les comtés de la ville de New York ne disposent pas tous de tribunaux. Il existe en effet un tribunal civil unique (possédant cependant des annexes dans les différents arrondissements). Un tribunal pénal, pour chaque arrondissement, traite les délits mineurs et les violences domestiques, conjointement avec le tribunal des affaires familiales.
Les affaires criminelles sont renvoyées à la Cour suprême de chaque comté, qui s’occupe également des affaires civiles les plus importantes. Ainsi, à la différence des Cours suprêmes des autres États ou de la Cour suprême fédérale, la Cour suprême de New York (New York Supreme Court) n’est pas l’instance la plus haute de ce système, contrairement à ce que son nom indique. Les appels sont traités par une division spécialisée de celle-ci, et le tribunal qui décide en dernier ressort est la Cour d'appel de New York (en).